# Pilpasuo
Le marais Pilpasuo (finnois : Pilpasuo) est une grande zone marécageuse à Oulu en Finlande .

## Présentation
Avec ses 367 hectares, Pilpasuo est le plus grand marais d'Oulu.
Il s'étend  dans les quartiers de Lapinkangas, Sanginsuu et Sanginjoki du district de Sanginsuu.
Pilpasuo est situé à l'est du centre-ville, au nord du fleuve Oulujoki, à cinq kilomètres au nord-est de l'embouchure de la rivière Sanginjoki.

## Réserve naturelle
La tourbière la plus au nord près de Pahalampi , et la zone orientale entre Pilpakangas et Ala-Korkiakangas sont des sites Natura 2000, qui sont classés comme des zones protégées à la fois dans le plan régional d'Ostrobotnie du Nord et dans le plan général d'Oulu.
La tourbière est entourée d'un sentier d'environ sept kilomètres de long. 
Sur le bord ouest de la tourbière, Pilpakangas offre un site de feu de camp avec un petit abri.
Le camping dans la tourbière est interdit, mais les nuitées dans le hangar sont autorisées. Au milieu d'Ala-Korkiakangas, qui borde Pilpasuoto à l'est, se trouve une structure en pierre préhistorique.
Le sentier passe par les sentes en caillebotis de la tourbière entre Pilpakangas et Ala-Korkiakangas.

## Faune et flore
Les plantes de la tourbière comprennent la renoncule de Laponie et la Saxifrage à fleurs jaunes. 
Dans le marais, on peut voir des grues cendrées, des chevaliers sylvains, et des élans.

## Vues du parc

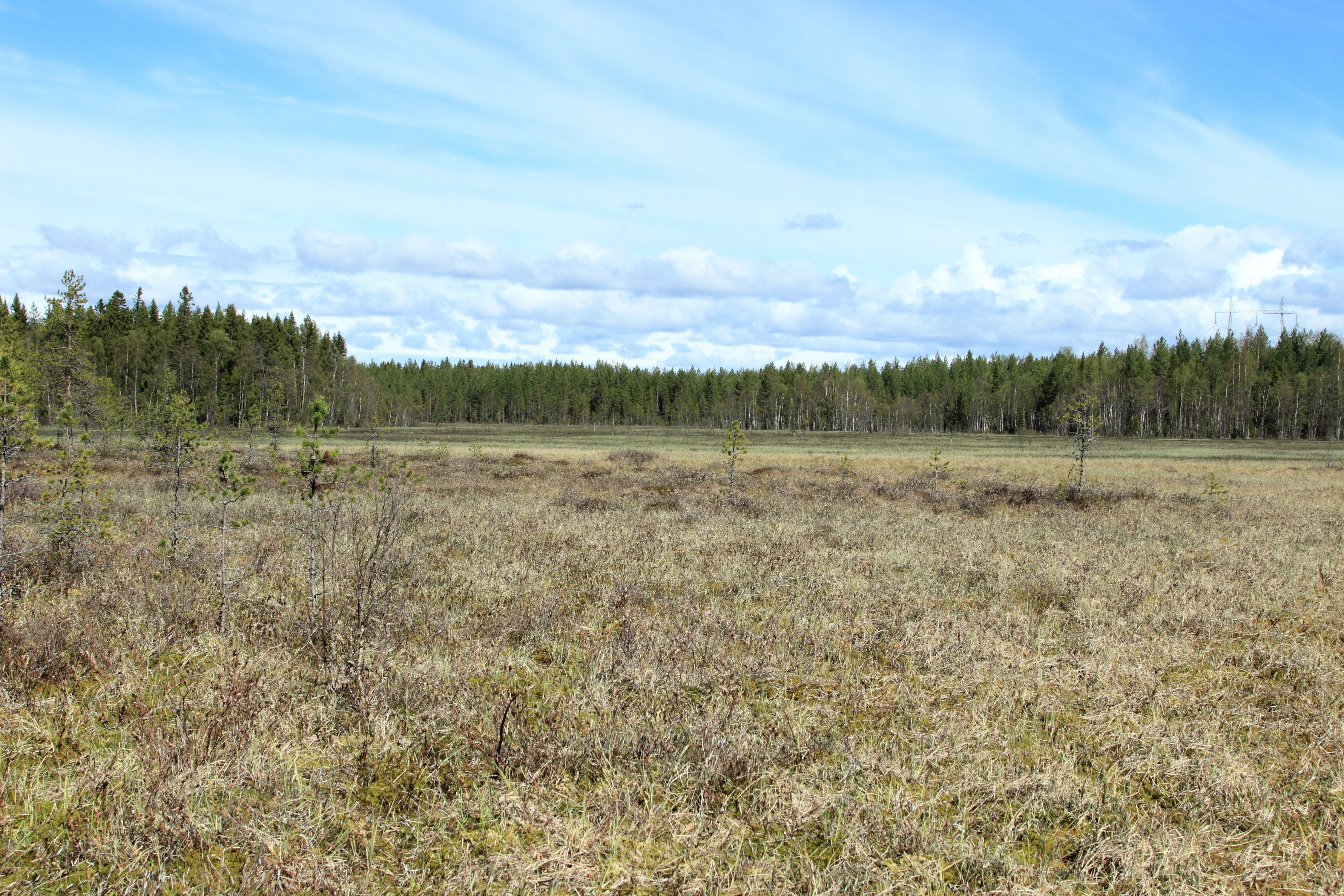
Pilpasuo en été.
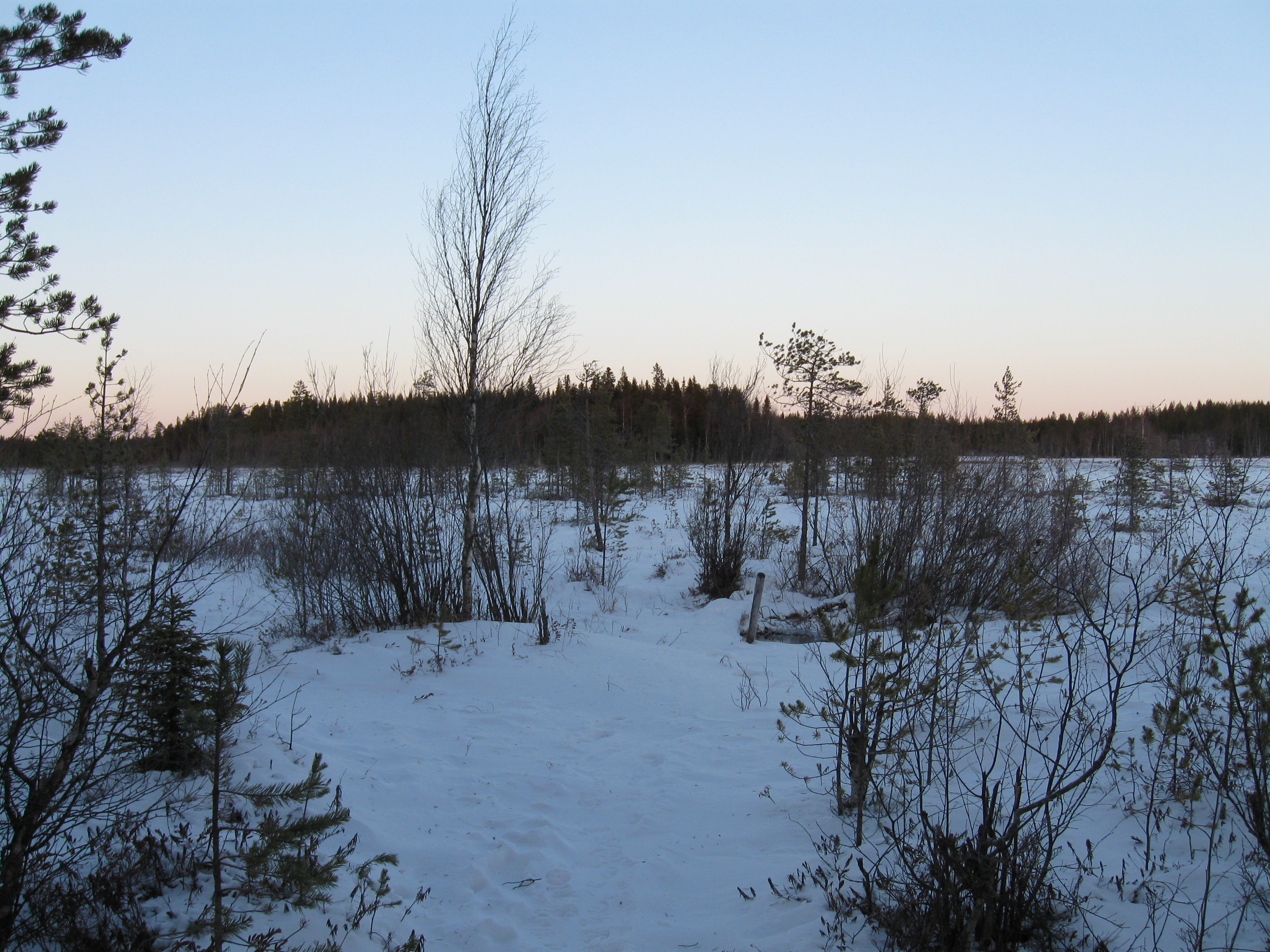
Pilpasuo en hiver.
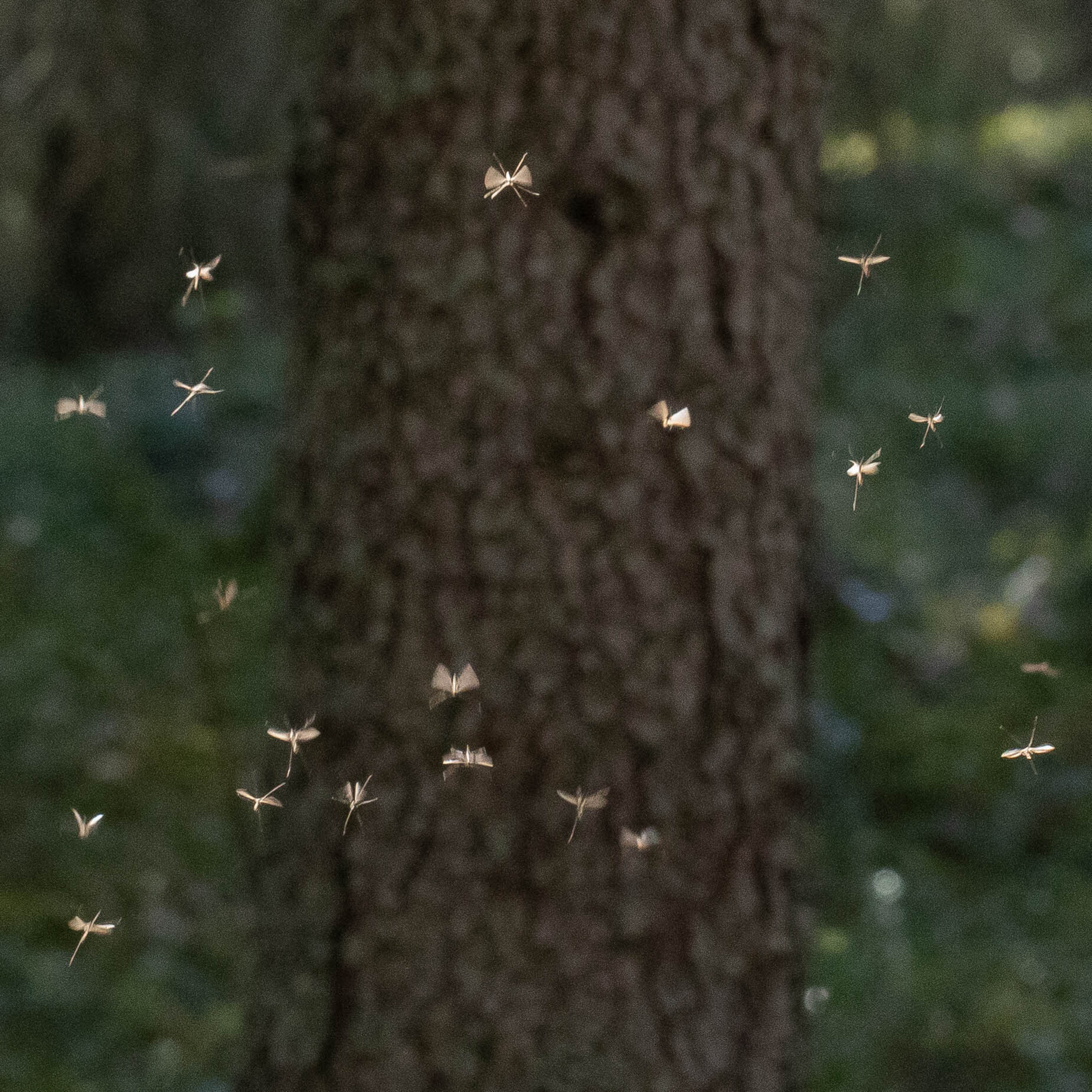
Vol de Trichocera sur le parcours Aistireitti de 7 km.